# Maps (chanson de Maroon 5)
Pour l’article homonyme, voir Maps pour la chanson des Yeah Yeah Yeahs.
Singles de Maroon 5
Love Somebody
(2013) Animals
(2014)
Maps est une chanson du groupe américain de pop rock Maroon 5, issue de leur cinquième album studio, V. Publiée le 16 juin 2014 comme premier single extrait de l’opus,, elle est écrite par Adam Levine, Ryan Tedder, Benny Blanco, Ammar Malik, ainsi que par Noel Zancanella, et produite par Blanco, Tedder et Zancanella.

## Composition
Maps est un titre pop-pop rock « entraînant »,,, incorporant un « lick de guitare aéré ». Il marque toutefois un éloignement de la sonorité funky pour laquelle le groupe était à l'origine connu. Lyriquement, la chanson parle de trouver l'amour, un amour particulier qui a été perdu et qui doit être retrouvé. Lors du refrain, Adam Levine chante la ligne Toutes les routes que tu as prises menaient vers moi / Alors, je suis la carte menant à toi,.

## Accueil critique
Robbie Daw, du site web Idolator, remarque que, de façon similaire à Locked Out of Heaven de Bruno Mars, Maps contient une ambiance « très Sting / The Police, en particulier avec les riffs de guitare et les harmonies vocales multi-pistes de Levine lors du refrain. » Il ajoute également que l’influence de Ryan Tedder (ainsi que des morceaux pop rock des OneRepublic, comme Counting Stars ou encore Love Runs Out) est évidente. Jeff Benjamin de Fuse compare les licks de guitare d’introduction à la musique « très fraîche et californienne » des Red Hot Chili Peppers.
Music Times commente : « Avec sa [celle de Levine] mélodie mélopée entièrement décontractée, ses guitares à cordes pincées et ses tambours subtiles, Maroon 5 crée une ambiance cool avant de construire un titre à partir de quelque chose qui est un peu plus puissant. Bien que la voix de Levine reste constante, la chanson va rapidement en crescendo vers un son plus riche, avec un refrain qui n’est pas tellement explosif, mais reste pourtant, bien dansant », et compare le titre Payphone, premier single du précédent album studio du groupe, Overexposed (2012), déclarant : « Plus vous pensez à comparer ces deux premiers singles, plus ils vous paraîtront identiques. »

## Clip vidéo
Le 30 juin 2014, le groupe a annoncé par le biais d’un message sur Twitter qu’un clip vidéo sera dévoilé prochainement et, par la suite, une bande-annonce a été postée sur leur page Facebook officielle. Réalisé par Peter Berg et tourné le 12 juin 2014, le clip a fait son avant-première sur les chaînes de télévisions américaines MTV et VH1 le 1er juillet 2014 et a été téléchargé sur la chaîne VEVO de Maroon 5 le jour suivant. Le scénario du clip s’inspire du film Irréversible de Gapar Noé sorti en 2002, notamment par l’utilisation d’effets « inversés » où chaque scène est présentée en ordre antéchronologique.
Le clip est diffusé en France avec une signalétique "Déconseillée aux moins de 10 ans". Certaines chaînes comme NRJ Hits le diffuse après 22h.

## Performance commerciale
Peu de temps après sa sortie, Maps atteint rapidement la première place du hit-parade Billboard Twitter Real Time Trending 140, pour finalement stagner dans les rangs supérieurs pendant plusieurs heures. La chanson est également diffusée près de 1 800 fois à la radio en une seule journée, ce qui, selon le Nielsen BDS, équivaudrait à dix-sept millions d'écoutes. De même, elle s’est placée en tête des dix plus importants hit-parades musicaux en Corée du Sud.

## Crédits
| Maroon 5 - Adam Levine – chant - Jesse Carmichael – claviers, chœurs - Mickey Madden – guitare basse - Sam Farrar – guitare additionnelle, chœurs - James Valentine – guitare, chœurs - Matt Flynn – batterie - PJ Morton – claviers, chœurs | Personnel technique - Ryan Tedder – production - Benny Blanco – production - Noel Zancanella – production |

## Classements
| Classement (2014)                                     | Meilleure position |
| ----------------------------------------------------- | ------------------ |
| États-Unis (Billboard Bubbling Under Hot 100 Singles) | 21                 |
| Canada (Canadian Hot 100)                             | 1                  |

## Historique de sortie
| Pays        | Date         | Format                   | Label(s)        |
| ----------- | ------------ | ------------------------ | --------------- |
| Italie      | 16 juin 2014 | Radio                    | Interscope      |
| États-Unis  | 17 juin 2014 | Radio                    | 222, Interscope |
| États-Unis  | 17 juin 2014 | Téléchargement numérique | Interscope      |
| Royaume-Uni | 24 août 2014 | Téléchargement numérique | Interscope      |